# USS Smith (DD-378)
USS Smith (DD–378) là một tàu khu trục lớp Mahan được Hải quân Hoa Kỳ chế tạo vào giữa những năm 1930. Nó là chiếc tàu chiến thứ hai của Hải quân Hoa Kỳ được đặt tên theo Đại úy Hải quân Joseph B. Smith (1826-1862), một sĩ quan hải quân tử trận khi chiếc USS Congress bị chiếc CSS Virginia đánh chìm trong cuộc Nội chiến Hoa Kỳ. Smith đặt căn cứ tại Thái Bình Dương, hoạt động tuần tra và hộ tống trước và trong Chiến tranh Thế giới thứ hai, nhưng đã không có mặt tại Trân Châu Cảng vào lúc diễn ra cuộc tấn công vào ngày 7 tháng 12 năm 1941, nên đã không chịu hư hại hay thương vong, và đã hoạt động cho đến khi chiến tranh kết thúc. Smith được cho ngừng hoạt động năm 1946 và bị bán để tháo dỡ vào năm 1947.

## Thiết kế và chế tạo
Smith được đặt lườn vào ngày 27 tháng 10 năm 1934 tại Xưởng hải quân Mare Island ở Mare Island, California. Nó được hạ thủy vào ngày 20 tháng 2 năm 1936, được đỡ đầu bởi bà Yancey S. Williams; và được đưa ra hoạt động vào ngày 19 tháng 9 năm 1936 dưới quyền chỉ huy của Hạm trưởng, Trung tá Hải quân H. L. Grosskopf.

## Lịch sử hoạt động

### 1941-1942
Sau khi nhập biên chế, Smith tuần tra tại vùng biển dọc bờ Tây Hoa Kỳ trong năm năm tiếp theo sau. Khi Hải quân Nhật bất ngờ tấn công Trân Châu Cảng vào ngày 7 tháng 12 năm 1941, nó đang ở tại San Francisco, California trong thành phần Hải đội Khu trục 5, và cho đến tháng 4 năm 1942 đã làm nhiệm vụ hộ tống các đoàn tàu vận tải đi lại giữa vùng bờ Tây và Trân Châu Cảng.
Vào ngày 7 tháng 4, Smith được phân về Lực lượng Đặc nhiệm 1, vốn bao gồm Đội thiết giáp hạm 3, và thực hành huấn luyện tại vùng bờ Tây cho đến khi khởi hành đi Trân Châu Cảng vào ngày 1 tháng 6. Sau khi đến nơi, nó được phân về Lực lượng Đặc nhiệm 17 dưới quyền chỉ huy của Phó đô đốc Marc Mitscher, tham gia tuần tra và huấn luyện trong một tháng, rồi hộ tống một đoàn tàu quay trở lại San Francisco. Sau khi được đại tu và chạy thử máy tại khu vực vịnh San Francisco, nó quay trở lại Trân Châu Cảng vào giữa tháng 8, bắt đầu một giai đoạn bảo trì và huấn luyện. Đến ngày 15 tháng 10, nó được phân về Lực lượng Đặc nhiệm 16, bao gồm tàu sân bay USS Enterprise và thiết giáp hạm USS South Dakota; đơn vị này rời Trân Châu Cảng vào ngày 16 tháng 10 để tuần tra tác chiến, có thêm các tàu tuần dương USS Portland và USS San Juan cùng các tàu khu trục hộ tống gia nhập vào lực lượng trong tuần tiếp theo.
Lực lượng đặc nhiệm hoạt động về phía Tây Bắc quần đảo New Hebrides, khi vào ngày 24 tháng 10, họ phát hiện một lực lượng tàu sân bay Nhật Bản đang tập trung về phía Guadalcanal. Lực lượng Đặc nhiệm 17, tàu sân bay USS Hornet và lực lượng tuần dương-khu trục hộ tống cho nó đã gia nhập cùng Lực lượng Đặc nhiệm 16, và lực lượng kết hợp được đặt tên Lực lượng Đặc nhiệm 61. Đến ngày 26 tháng 10, máy bay trinh sát của Enterprise phát hiện hạm đội Nhật Bản. Lúc 09 giờ 44 phút, trông thấy chiếc máy bay Nhật Bản đầu tiên, và Hornet bị trúng bom 30 phút sau đó. Lúc 11 giờ 25 phút, Smith bị một đội hình 20 máy bay ném bom-ngư lôi tấn công; hai mươi phút sau, một máy bay ném bom-ngư lôi Nhật đâm trúng sàn trước, gây một vụ nổ lớn.
Căn cứ theo một nguồn, quả ngư lôi chiếc máy bay mang theo đã không phát nổ ngay khi va chạm, nhưng kích nổ một lúc sau đó, khiến gây thêm những thiệt hại và thương vong. Phần phía trước con tàu chìm ngập trong khói lửa của các thùng xăng bị vỡ và phải bỏ cầu tàu; toàn bộ phần trước con tàu trước tháp pháo 1 phải bị bỏ. Dù vậy, xạ thủ của Smith đã bắn rơi sáu máy bay đối phương. Đến xế trưa, mọi đám cháy được dập lửa, chủ yếu nhờ quyết định của Hạm trưởng bẻ lái con tàu đang cháy theo sau USS South Dakota. Với 57 người thiệt mạng hay mất tích, 12 người bị thương, hầm đạn bị làm ngập nước và tạm thời không thể vận hành bánh lái từ cầu tàu, chiến sự kết thúc lúc chiều tối, và chiếc tàu khu trục hướng đến Nouméa để sửa chữa tạm thời. Nó được vá các lỗ thủng, và lên đường đi Trân Châu Cảng vào ngày 5 tháng 11. Công việc sửa chữa, đại tu và chạy thử máy kéo dài cho đến tháng 2 năm 1943.
Smith được tặng thưởng danh hiệu Đơn vị Tuyên dương Tổng thống do đã tiếp tục chiến đấu bất chấp những hư hại của con tàu.

### 1943
Smith khởi hành vào ngày 12 tháng 2 năm 1943 để đi Espiritu Santo trong vai trò hộ tống cho chiếc USS Wright. USS Gridley gia nhập lực lượng hộ tống tại đây, và các con tàu tiếp tục đi đến Guadalcanal, nơi Smith thực hiện tuần tra chống tàu ngầm cho đến ngày 12 tháng 3. Nó sau đó quay trở lại Espiritu Santo, tham gia nhiều cuộc tuần tra, thực tập chiến thuật và tiếp liệu cùng Lực lượng Đặc nhiệm 10 tại khu vực New Caledonia-biển Coral cho đến ngày 28 tháng 4. Nó quay trở về Trân Chuâ Cảng trong tháng tiếp theo để được tiếp liệu, rồi lên đường đi Australia.
Smith được phối thuộc cùng Đội khu trục 5, và thực tập tại khu vực Townsville-mũi Moreton cho đến ngày 10 tháng 6, khi nó hộ tống các tàu buôn và tàu đổ bộ đi đến vịnh Milne và ở lại đây cho đến hết tháng 7. Nó khởi hành đi Mackay, Australia, và vào xưởng tàu để sửa chữa vào ngày 1 tháng 8. Sau khi công việc hoàn tất, nó quay trở lại vịnh Milne, tiếp tục thực hành và chuẩn bị cho các chiến dịch sắp tới cùng Đệ Thất hạm đội.
Cùng các tàu khu trục USS Perkins, USS Conyngham và USS Mahan, Smith đã bắn phá Finschhafen, New Guinea vào ngày 23 tháng 8 mà không bị kháng cự. Hải đội quay trở về vịnh Milne tham gia các cuộc thực hành cho đến ngày 2 tháng 9, khi nó lên đường cùng Đội đặc nhiệm 76 để đi đến khu vực vịnh Huon thuộc New Guinea. Smith đã bắn phá các mục tiêu trong khu vực được phân công tại bãi Red trước cuộc đổ bộ của Sư đoàn 9 Bộ binh Australia vào ngày 4 tháng 9. Nó tiếp tục ở lại khu vực cho các cuộc càn quét tấn công, tuần tra chống tàu ngầm và phòng không cho đến ngày 18 tháng 9. Trong đêm 7-8 tháng 9, hải đội đã bắn phá Lae.
Trong giai đoạn từ ngày 20 đến ngày 23 tháng 9, Smith tham gia các hoạt động bắn phá và hỗ trợ đổ bộ tại Finschhafen như một đơn vị của Lực lượng Đặc nhiệm 76. Các cuộc không kích của đối phương được tung ra nhắm vào lực lượng đặc nhiệm nhưng không gây thiệt hại gì; ngược lại đối phương bị mất máy bay bởi hỏa lực phòng không và máy bay tuần tra chiến đấu. Nó sau đó quay trở lại vịnh Holnicote cho các hoạt động tiếp tế đến Lae và Finschhafen. Vào ngày 3 tháng 10, Smith, USS Henley và USS Reid được phân công nhiệm vụ quét mìn tại vịnh Huon. Lúc 18 giờ 21 phút, trinh sát viên phát hiện ba đợt sóng ngư lôi bên mạn phải, con tàu bẻ hết lái qua phải và luồn qua giữa hai quả ngư lôi, một cách 500 thước Anh (460 m) bên mạn trái và một cách 200 thước Anh (180 m) bên mạn phải. Henley trúng một quả ngư lôi bên mạn trái, và sáu phút sau nó bị vỡ làm đôi và biến mất lúc 18 giờ 32 phút. Smith tiến hành tấn công bằng mìn sâu nhưng không mang lại kết quả. Hải đội tiếp tục trải qua thời gian còn lại của tháng trong các nhiệm vụ tiếp tế đến các cứ điểm tiền phương. Smith có một đợt nghỉ ngơi bảo trì ngắn tại vịnh Milne vào đầu tháng 11 trước khi quay trở lại khu vực Lae-Finschhafen.
Vào ngày 14 tháng 12, Smith được điều động về lực lượng tấn công Arawe được hình thành tại vịnh Holnicote, và khởi hành cho chiến dịch này. Sáng hôm sau, nó bắn phá "bãi Orange" tại mũi Merkus, và hỗ trợ các hoạt động tiếp theo cùng các đơn vị khác thuộc Đội khu trục 5. Hải đội sau đó quay trở về vịnh Milne để chuẩn bị cho việc tấn công chiếm mũi Gloucester, New Britain. Nó khởi hành từ Buna vào ngày 25 tháng 12 trong thành phần hộ tống cho Lực lượng Đặc nhiệm 76, và như một đơn vị thuộc lực lượng bắn phá. Sáng hôm sau, nó bắn phá "bãi Green" thuộc mũi Gloucester nhằm chuẩn bị cho cuộc đổ bộ của Sư đoàn 1 Thủy quân Lục chiến. Nó hộ tống cho các tàu vận tải tiếp liệu đi đến khu vực đổ bộ trong tuần lễ tiếp theo.

### 1944
Smith là một đơn vị thuộc Lực lượng Tấn công Saidor, khi vào ngày 1 tháng 1 năm 1944, nó bị chiếc USS Hutchins đâm vào phía đuôi tàu, buộc phải quay trở lại vịnh Milne để sửa chữa. Không lâu sau đó, nó gia nhập trở lại hải đội cho các hoạt động tiếp liệu đến khu vực mũi Gloucester và Lae. Nó đã bắn phá các vị trí cố thủ tại vùng phụ cận Herwath Point và Singor vào ngày 13 tháng 2 nhằm chuẩn bị cho cuộc đổ bộ tại đây. Đến ngày 28 tháng 2, nó khởi hành từ mũi Sudest như một đơn vị thuộc lực lượng tấn công quần đảo Admiralty, với 71 sĩ quan và binh lính thuộc  Sư đoàn Kỵ binh 1 trên tàu để đổ bộ họ xuống đảo Los Negros. Vào ngày 29 tháng 2, nó bắt đầu bắn phá các mục tiêu được chỉ định dọc bờ biển phía Bắc của cảng Hyane. Lực lượng kỵ binh được đổ bộ, và chiếc tàu khu trục bắn hỏa lực hỗ trợ theo yêu cầu cho đến chiều tối, khi nó chuyển thêm binh lính xuống khu vực đổ bộ.
Vào ngày 17 tháng 3, Smith cùng với Hải đội Khu trục 5 rời khu vực Nam Thái Bình Dương quay trở về San Francisco ngang qua Trân Châu Cảng. Giai đoạn đại tu tại đây hoàn tất vào ngày 21 tháng 6, và hải đội lên đường đi Trân Châu Cảng, trải qua năm tuần lễ tại đây thực hành huấn luyện và thực tập tác xạ. Vào ngày 1 tháng 8, chiếc tàu khu trục được lệnh đi đến Eniwetok và tuần tra tại khu vực quần đảo Marshall vẫn còn do đối phương chiếm đóng cho đến ngày 24 tháng 9, khi nó gia nhập Đội đặc nhiệm 57.9, bao gồm Đội tuần dương 5, và khởi hành đi Saipan. Đội đặc nhiệm bắt đầu các cuộc tuần tra tấn công khu vực phía Bắc để bảo vệ tiền đồn tại khu vực Trung tâm Thái Bình Dương này khỏi các cuộc tấn công của đối phương. Smith quay trở về Eniwetok vào đầu tháng 10, thực hiến một chuyến đi hộ tống đến Ulithi, rồi lên đường đi Hollandia.
Smith được phối thuộc cùng Đệ Thất hạm đội vào ngày 26 tháng 10, và lên đường vào ngày hôm sau để đi vịnh Leyte, đi đến San Pedro ba ngày sau đó. Nó tuần tra tại vịnh Leyte như một đơn vị thuộc Đội đặc nhiệm 77.1 từ ngày 1 đến ngày 16 tháng 11, trước khi hộ tống một đoàn tàu đi New Georgia và quay trở về. Nó được lệnh gặp gỡ Lực lượng Tấn công Ormoc vào ngày 6 tháng 12 để bắn phá các vị trí đối phương trên bờ, rồi cho đổ bộ Sư đoàn Bộ binh 77 tại đây. Đội đặc nhiệm đi đến vịnh Ormoc vào sáng hôm sau, nơi Smith được bố trí về phía Đông Bắc đảo Ponson như một tàu dẫn đường máy bay chiến đấu. Lúc 09 giờ 45 phút, máy bay Nhật Bản tấn công hạm đội. Ít nhất ba máy bay cảm tử đối phương đã bổ nhào lên USS Mahan và ba chiếc khác lên USS Aaron Ward; cà hai đều bị hư hại nặng và sau đó bị đánh chìm bởi hỏa lực bạn sau khi rõ ràng các đám cháy của chúng không thể kiểm soát được và không thể cứu vớt. Các cuộc không kích tiếp tục diễn ra suốt buổi sáng, và khi lực lượng được đổ bộ lên bờ, đội tấn công rút lui về Leyte.
Smith cùng với Hải đội Khu trục 5 rời San Pedro cùng một đội tiếp liệu vào ngày 11 tháng 12 để đi vịnh Ormoc, họ bị máy bay đối phương tấn công vào chiều tối hôm đó tại vịnh Leyte. Lúc 17 giờ 04 phút, Reid bị đánh trúng một quả bom và một máy bay tự sát; và sau một vụ nổ dữ dội, nó lật úp và đắm lúc 17giờ 06 phút. Smith đã bắn rơi bốn máy bay đối phương. Sáng hôm sau, đội hình lại bị máy bay Nhật tấn công, khi USS Caldwell bị một máy bay kamikaze đánh trúng khiến nó bốc cháy. Không có cú đánh trúng nào khác vào các tàu khu trục, và Smith tiếp tục nhiệm vụ tiếp liệu cho đến ngày 17 tháng 12, khi nó lên đường đi Manus để tiếp liệu và bảo trì.

### 1945
Smith quay trở lại vịnh Leyte vào ngày 6 tháng 1 năm 1945 trong thành phần Đội đặc nhiệm 79.2, làm nhiệm vụ hỗ trợ cho các cuộc đổ bộ tại vịnh Lingayen, Luzon. Một cuộc không kích nặng nề diễn ra hai ngày sau đó, khi tàu sân bay hộ tống USS Kitkun Bay bị hư hại nặng bởi một chiếc kamikaze. Smith, ở cách đó 3.000 thước Anh (2.700 m), đã túc trực để cứu những người sống sót; nó đưa lên tàu khoảng 200 thủy thủ. Vào ngày 9 tháng 1, nó đã có thể đưa những người này quay trở lại Kitkun Bay, sau khi chiếc tàu sân bay đã có thể di chuyển bằng chính động lực của mình. Smith sau đó được giao nhiệm vụ tuần tra khu vực phía Bắc vịnh Lingayen. Từ ngày 28 tháng 1 đến ngày 20 tháng 2, nó hộ tống các đoàn tàu vận tải đi đến Hollandia, Sansapor và Leyte. Tại Leyte vào ngày 20 tháng 2, nó được giao hộ tống một đoàn tàu vận tải đi vịnh Mangarin, Mindoro. Đang khi băng qua biển Mindanao vào sáng hôm sau, tàu khu trục USS Renshaw bị đánh trúng một quả ngư lôi và bị hư hại nặng. Smith đã cặp bên mạn để chuyển những người bị thương, cung cấp điện và giúp bơm nước ra khỏi phòng động cơ phía sau bị ngập. Nó đã kéo Renshaw trong sáu giờ trước khi nó được cứu hộ, di chuyển độc lập đến San Pedro và chuyển những người bị thương đã đón lên tàu.
Trên đường đi Mindoro vào ngày 24 tháng 2, Smith bắt được một tín hiệu radar vốn không trả lời yêu cầu nhận diện; và khi đối tượng được chiếu sáng, nó được phát hiện là một tàu hơi nước Nhật tải trọng 200 tấn. Mục tiêu bị bắn cháy lúc 21 giờ 47 phút và bị tiêu diệt lúc 21 giờ 58 phút. Smith khởi hành từ Mindoro vào ngày 26 tháng 2 như Đội đặc nhiệm 78.2, một đơn vị thuộc Lực lượng Tấn công Puerta Princesa, Palawan. Nó trực chiến hai ngày sau đó, và đến 08 giờ 18 phút đã bắt đầu bắn pháo chuẩn bị lên các cứ điểm trên bờ tại "bãi White". Nó sau đó tuần tra lối ra vào cảng Palawan cho đến ngày 4 tháng 3; nó được thay phiên trong nhiệm vụ tuần tra, và thực hiện hai chuyến đi đến Palawan hộ tống các tàu tiếp liệu.
Vào ngày 24 tháng 3, Smith lại lên đường cùng Đội đặc nhiệm 78.2, lần này mục tiêu là vận chuyển và đổ bộ Sư đoàn 1 Bộ binh đến thành phố Cebu, đảo Cebu. Nó đã bắn phá các bãi đổ bộ vào sáng ngày tấn công 28 tháng 3, và sau khi lực lượng đổ bộ đã bắn pháo hỗ trợ theo yêu cầu. Trong khoảng thời gian 18 ngày, nó đã tiêu phí 1.200 quả đạn pháo 5 inch (130 mm). Vào ngày 23 tháng 4, nó rời Philippines với mệnh lệnh gia nhập Đội đặc nhiệm 78.1 tại Morotai.
Đội đặc nhiệm rời Morotai vào ngày 27 tháng 4, đưa Lữ đoàn Bộ binh 26 Australia đi đến đảo Tarakan, Borneo, cho một cuộc đổ bộ. Smith bắt đầu việc bắn phá chuẩn bị lên bãi đổ bộ lúc 07 giờ 00 ngày 1 tháng 5, và tiếp tục ở lại khu vực này cho đến ngày 19 tháng 5, hoạt động trong vai trò bắn pháo hỗ trợ, bảo vệ và tuần tra lối ra vào cảng. Nó rút lui về Morotai trước khi lên đường đi Zamboanga, gặp gỡ chiếc USS Mettawee và hộ tống nó quay trở lại Tarakan. Sau đó nó bắn pháo hỗ trợ ban đêm cho binh lính Australia trước khi được lệnh quay trở lại Morotai.
Tại đây, Smith được phối thuộc cùng Đội đặc nhiệm 78.2 dưới quyền Chuẩn đô đốc Arthur G. Noble vào ngày 26 tháng 6, rồi lại lên đường đi Borneo. Lần này mục tiêu của nó là Balikpapan, nơi Quân đoàn 1 Australia sẽ được đổ bộ. Nó bắt đầu việc bắn phá chuẩn bị lúc 07 giờ 00 ngày 1 tháng 7, bị pháo phòng thủ duyên hải đối phương trên bờ bắn trả với những phát suýt trúng. Cuối cùng ba quả đạn pháo đối phương cũng bắn trúng ống khói, nhưng không phát nổ, và chỉ gây những hư hại nhẹ. Một vị trí pháo đối phương được thấy trên bờ bị hỏa lực bắn trả tiêu diệt. Con tàu rời khu vực vào ngày hôm sau để quay về Morotai, đón một đoàn tàu vận tải tiếp liệu và đưa chúng đến Balikpapan vào ngày 16 tháng 7. Nó rời khu vực chiến trường vào ngày 24 tháng 7, quay trở về San Pedro để bảo trì.
Smith khởi hành từ Philippine vào ngày 15 tháng 8 để đi vịnh Buckner; ở lại đây trong hai tuần trước khi lên đường đi đến cảng Nagasaki, Kyūshū. Vào ngày 15 tháng 9, nó đón lên tàu 90 cựu tù binh chiến tranh, và sang sáng hôm sau lại khởi hành đi Okinawa để chuyển họ quay trở về Hoa Kỳ. Nó đón thêm 90 cựu tù binh Đồng Minh khác tại Nagasaki vào ngày 21 tháng 9 và chuyển họ sang chiếc USS Renville trong vịnh Buckner. Nó đi đến Sasebo vào ngày 28 tháng 9, và lên đường hai ngày sau đó để quay về San Diego ngang qua Trân Châu Cảng. Nó neo đậu tại San Diego vào ngày 19 tháng 11, và tiếp tục ở lại đây cho đến khi được lệnh đi Trân Châu Cảng vào ngày 28 tháng 12 chờ đợi mệnh lệnh mới. Nó đi đến Trân Châu Cảng vào ngày 3 tháng 1 năm 1946; ở trong tình trạng không hoạt động cho đến khi được cho xuất biên chế vào ngày 28 tháng 6 năm 1946. Tên nó được cho rút khỏi danh sách Đăng bạ Hải quân vào ngày 25 tháng 2 năm 1947, và nó bị bán để tháo dỡ trong tháng 8 năm đó.

## Phần thưởng
Smith được tặng thưởng danh hiệu Đơn vị Tuyên dương Tổng thống cùng sáu Ngôi sao Chiến trận do thành tích phục vụ trong Chiến tranh Thế giới thứ hai.